# Guadalcanalsolfjäderstjärt
Guadalcanalsolfjäderstjärt (Rhipidura ocularis) är en fågelart i familjen solfjäderstjärtar inom ordningen tättingar.

## Utseende och läte
Fågeln förekommer endast i bergsskogar på ön Guadalcanal i Salomonöarna. Den kategoriserades tidigare som underart till Rhipidura drownei, men urskiljs sedan 2016 som egen art av Birdlife International och IUCN, sedan 2023 även av eBird/Clements och IOC.

## Status
Den kategoriseras av IUCN som livskraftig.